# Fucile Vetterli
Il fucili Vetterli erano una serie di fucili d'ordinanza dell'esercito svizzero, in uso da 1869 al 1889, quando vennero sostituiti dallo Schmidt–Rubin. I fucili furono progettati da Federico Vetterli, armaiolo svizzero che aveva precedentemente lavorato in Francia e Inghilterra prima di divenire direttore della Schweizerische Industrie Gesellschaft di Neuhausen. Alcune versioni vennero adottati anche dal Regio Esercito italiano.
I fucili Vetterli combinavano il serbatoio tubulare del Winchester Model 1886 americano con un otturatore girevole-scorrevole dotato di due tenoni posteriori contrapposti. Questo nuovo tipo di otturatore era un miglioramento del più semplice otturatore ad ago adottato nel fucile Dreyse e nello Chassepot. Il Vetterli fu inoltre il primo fucile a ripetizione ad adottare l'armamento automatico del percussore e una canna di piccolo calibro.
Per effetto della decisione del 1866 del Consiglio federale di dotare l'esercito di un fucile a ripetizione a retrocarica, i Vetterli furono, all'epoca della loro introduzione, il più avanzati fucili militari in Europa. Questi fucili andarono a rimpiazzare l'Eidgenössischer Stutzer 1851, conversione Amsler-Milbank a cartuccia metallica di precedenti fucili svizzeri ad avancarica.

## Repetiergewehr Vetterli Modell 1867
In italiano "fucile a ripetizione Vetterli modello 1867". Il M1867 fu il primo fucile della famiglia, accettato in servizio nel febbraio 1868. Il modello, come i successori, era dotato di un serbatoio tubolare da 12 colpi sotto la canna e di otturatore bolt-action. La caratteristica distintiva principale era costituita dal cane esterno.

## Repetiergewehr Vetterli Modell 1868
Prima che il M1867 entrasse in produzione a pieno regime, il progettista Federico Vetterli modificò l'arma sostituendo il cane esterno con un percussore lanciato, fascetta frontale della canna arrotondata e bacchetta nettatoia sul lato sinistro della cassa, ottenendo così il M1868.

## Repetiergewehr Vetterli Modell 1869 e 1869/71

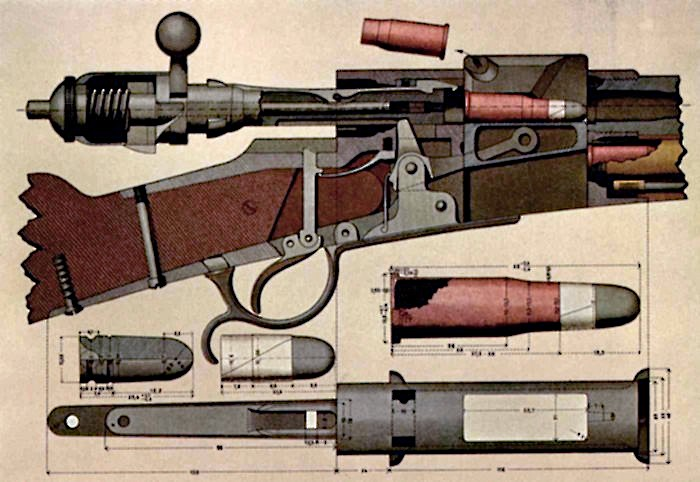
Diagramma dell'azione dei fucili Vetterli.

L'uso dimostrò che la bacchetta posizionata lateralmente veniva facilmente danneggiata e di conseguenza venne spostata sotto la canna. Questa nuova versione venne designata M1869 e fu la prima versione a conoscere una produzione di massa a pieno regime. La versione modificata in monocolpo per cartuccia a percussione centrale venne adottata dal Regio Esercito italiano. Nel 1871 il modello venne modificato eliminando lo sportellino sulla finestra di caricamento e del dispositivo cutoff; questa ulteriore versione prese il nome di M1869/71.

## Repetiergewehr Vetterli Modell 1871
Mentre era in corso la manifattura del 1869/71, il nuovo M1871 entrò in produzione. Esso perdeva alcune parti ridondanti e riceveva mire modificate, una canna irrobustita e magliette in ferro maggiorate.

## Repetierstutzer Vetterli Modell 1871
La variante Stutzer (carabina) del fucile M1871 venne assegnata alle compagnie di "Scharfschützen" (tiratori scelti). Questa variante differiva per la canna più corta e grilletto Stecher.

## Kavallerie-Repetierkarabiner Vetterli Modell 1871
La variante Kavallerie-Repetierkarabiner (in italiano: carabina a ripetizione da cavalleria) era una versione accorciata del fucile del 1871 destinata alla cavalleria, ai tempi armata ancora con pistole a percussione.

## Repetiergewehr e -stutzer Vetterli Modell 1878 e 1881
Al fine di accelerare la produzione dei Vetterli, le autorità federali costruirono nel 1875 una nuova fabbrica d'armi a Berna, la W+F Bern. Questo stabilimento produsse la variante M1878. I suoi 25 miglioramenti includevano una nuova baionetta e relativo innesto, mire migliorate e uno sperone per il dito sulla guardia del grilletto. Venne realizzata anche una variante Stutzer con azione Stecher, per il resto identica alla versione Gewehr.

## Vetterli Mod. 1870
Il Regio Esercito italiano adottò nel 1870 una versione monocolpo del fucile Vetterli. Diversamente dai modelli svizzeri, il Mod. 1870 era camerato per una cartuccia a percussione centrale in calibro 10,35 × 47 mm R.

### Vetterli-Vitali Mod. 1870/87
Nel 1887, i militari italiani migliorarono il Vetterli Mod. 1870 monocolpo con un serbatoio fisso prismatico a quattro colpi sistema Vitali.

### Vetterli-Bertoldo Mod. 1870/82
Per ovviare ai limiti del Mod. 1870 monocolpo, la Regia Marina acquisì alcuni fucili modificati secondo progetto del capitano del genio Giovanni Bertoldo, che prevedeva l'introduzione di un serbatoio tubolare e di altre modifiche al fusto.

### Vetterli-Ferracciù Mod. 1870/90
Pochi anni dopo le modifiche di Bertoldo, la Regia Marina modificò ulteriormente questi fucili con l'introduzione di un serbatoio fisso prismatico a 4 colpi in luogo di quello tubolare.

### Vetterli-Vitali Mod. 1870/87/15 e Mod. 1870/87/16
Durante la prima guerra mondiale, come molte nazioni anche il Regno d'Italia si trovò a corto di moderni fucili da fanteria. Come misura gap-filler, centinaia di migliaia di fucili e carabine Vetterli-Vitali furono convertiti negli arsenali di Roma e Gardone Val Trompia per la munizione d'ordinanza 6,5 × 52 mm Mannlicher-Carcano, inserendo nella canna un'anima in calibro 6,5 mm e un serbatoio fisso tipo Carcano. Queste modifiche non erano pensate per un fuoco prolungato, in quanto la munizione da 6,5 mm caricata a polvere infume sviluppava pressioni molto più alte della polvere nera della munizione 10,35 × 47 mm R.

## Uso civile
Esemplari di surplus sono stati utilizzati in notevole quantità da civili negli Stati Uniti per la caccia al cervo.